# Verband der Diözesen Deutschlands
Der Verband der Diözesen Deutschlands (VDD) ist der Zusammenschluss der deutschen Diözesen zur Wahrnehmung gemeinsamer Aufgaben im rechtlichen und wirtschaftlichen Bereich mit Sitz in Bonn.
Der Verband  wird durch den Vorsitzenden der Deutschen Bischofskonferenz geleitet und ist eine Körperschaft des öffentlichen Rechts. Er wurde auf der Frühjahrsversammlung der deutschen Bischöfe in Stuttgart 1968 gegründet.
Dem Verband ist das Institut für Staatskirchenrecht der Diözesen Deutschlands in Bonn zugeordnet.
Der VDD ist der einzige Gesellschafter der Medienhaus GmbH (Bonn), die verschiedene Tochtergesellschaften führt. Hierzu gehören die KNA-Katholische Nachrichten-Agentur GmbH, welche wiederum die dreipunktdrei mediengesellschaft mbH u. a. mit dem Kinoportal Filmdienst.de und der Zeitschrift Medienkorrespondenz betreibt, und die APG – Allgemeine gemeinnützige Programmgesellschaft mbH, welche wiederum das Internetportal katholisch.de und das Katholische Filmwerk (KFW) betreibt und sich als „Dreh- und Angelpunkt für alle Fernsehaktivitäten der katholischen Kirche“ beschreibt. Der VDD finanziert außerdem fast vollständig das Zentralkomitee der deutschen Katholiken (97 % im Jahr 2020). Im Jahr 2020 nahm das ZdK nach eigener Auskunft vom VDD 2.522.035 Euro ein.
Zuschüsse des VDD helfen – auch im Rahmen des Finanzausgleiches zwischen den beteiligten Diözesen – insbesondere den ostdeutschen Diözesen zur Finanzierung ihrer Haushalte.
Die Verlagsgruppe Weltbild war bis zum 30. Juni 2014 im Besitz des VDD und ging dann in Insolvenz.
Zum 1. November 2019 trat eine Strukturreform in Kraft, wonach der VDD gemäß § 4 der Satzung folgende Organe hat:
- Vollversammlung
- Verbandsrat
- Geschäftsführer